# Pilosella vahlii
Pilosella vahlii là một loài thực vật có hoa trong họ Cúc. Loài này được (Froel.) F.W.Schultz & Sch.Bip. miêu tả khoa học đầu tiên năm 1862.